# Eupithecia dominaria
Eupithecia dominaria är en fjärilsart som beskrevs av Shchetkin 1956. Eupithecia dominaria ingår i släktet Eupithecia och familjen mätare. Inga underarter finns listade i Catalogue of Life.